# Giuseppe Masseria
Giuseppe Masseria (Sicilië, 1879 – New York, 15 april 1931), beter bekend als Joe the Boss, was een Amerikaans maffialeider, die van 1920 tot zijn dood in 1931 de georganiseerde misdaad in New York onder controle had.
Masseria werd in 1903 op Sicilië van moord beschuldigd en vluchtte naar de Verenigde Staten. Hij werd lid van de maffiafamilie Morello en werkte zich op tot baas van deze bende.
In 1927 arriveerde Salvatore Maranzano vanuit Sicilië in New York, met de opdracht van Don Vito Cascio Ferro de Amerikaanse maffia onder controle te krijgen. Maranzano verklaarde Masseria onmiddellijk de oorlog, hetgeen uitmondde in de bloedigste maffiaoorlog aller tijden, de Castellammarijnse oorlog.
Op 15 april 1931 werd Masseria in opdracht van Lucky Luciano door Joe Adonis, Albert Anastasia, Vito Genovese en Bugsy Siegel vermoord, waarmee de Castellammarijnse oorlog werd beëindigd. Maranzano werd daarna voor enige tijd de capo di tutti capi, oftewel "baas van alle bazen".